# Echinocactus polycephalus
Echinocactus polycephalus är en kaktusväxtart som beskrevs av Georg George Engelmann och J.M. Bigelow. Echinocactus polycephalus ingår i släktet Echinocactus och familjen kaktusväxter.

## Underarter
Arten delas in i följande underarter:
- E. p. polycephalus
- E. p. xeranthemoides

## Bildgalleri

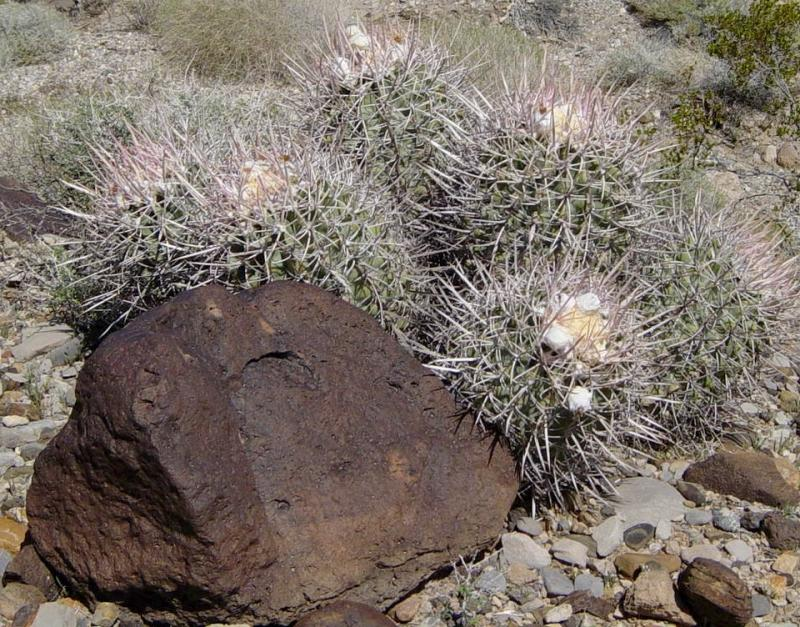
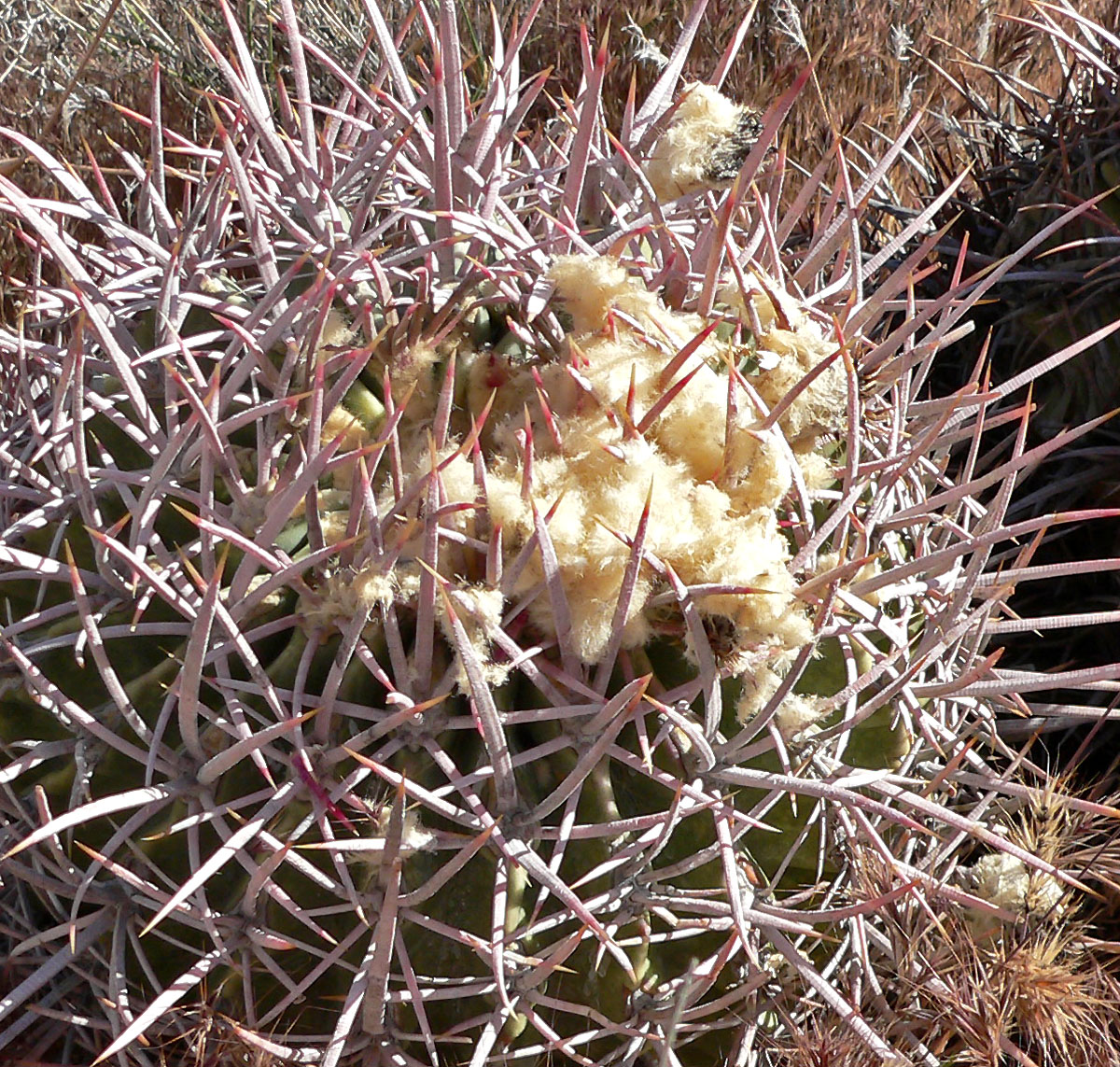
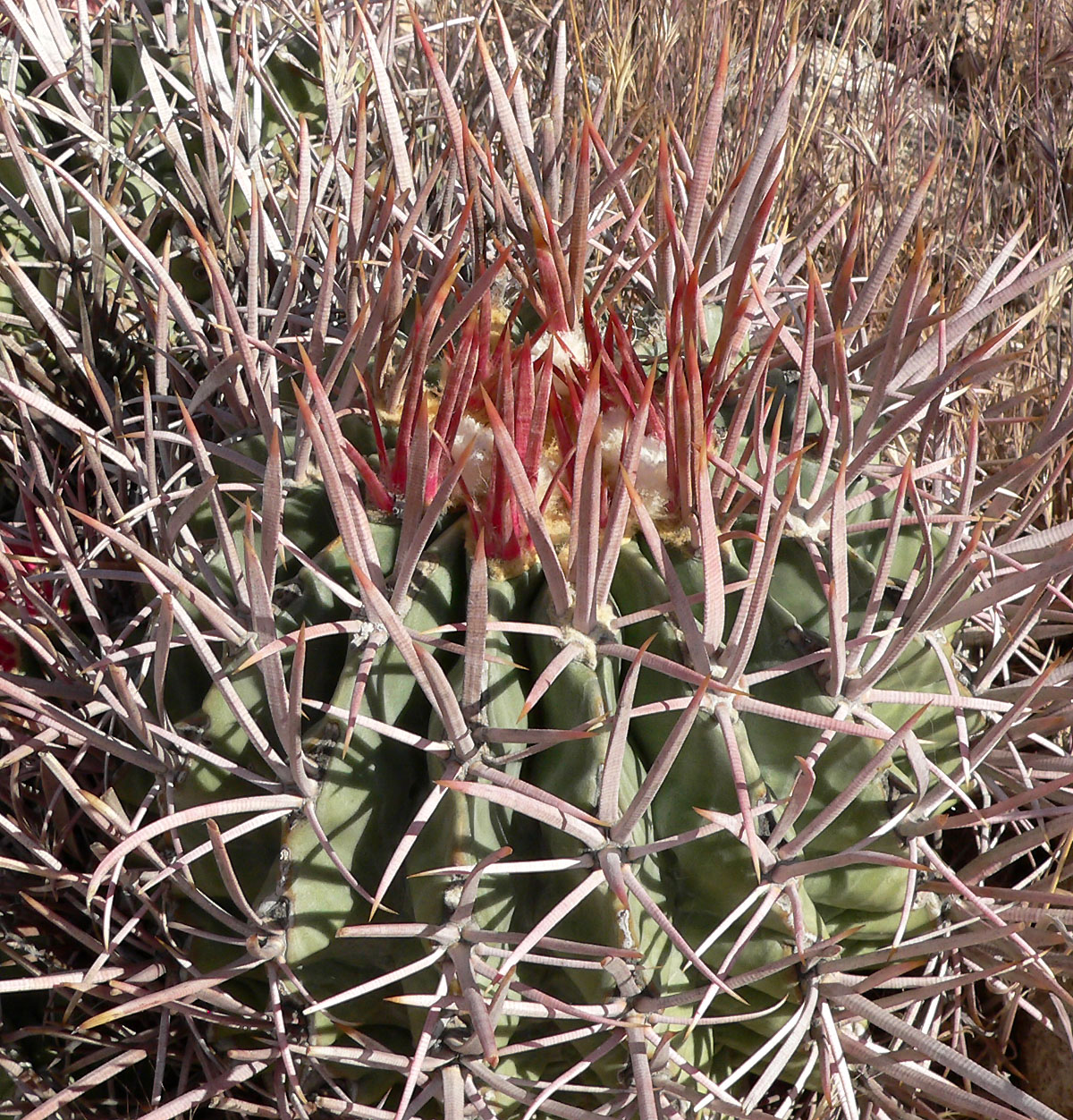
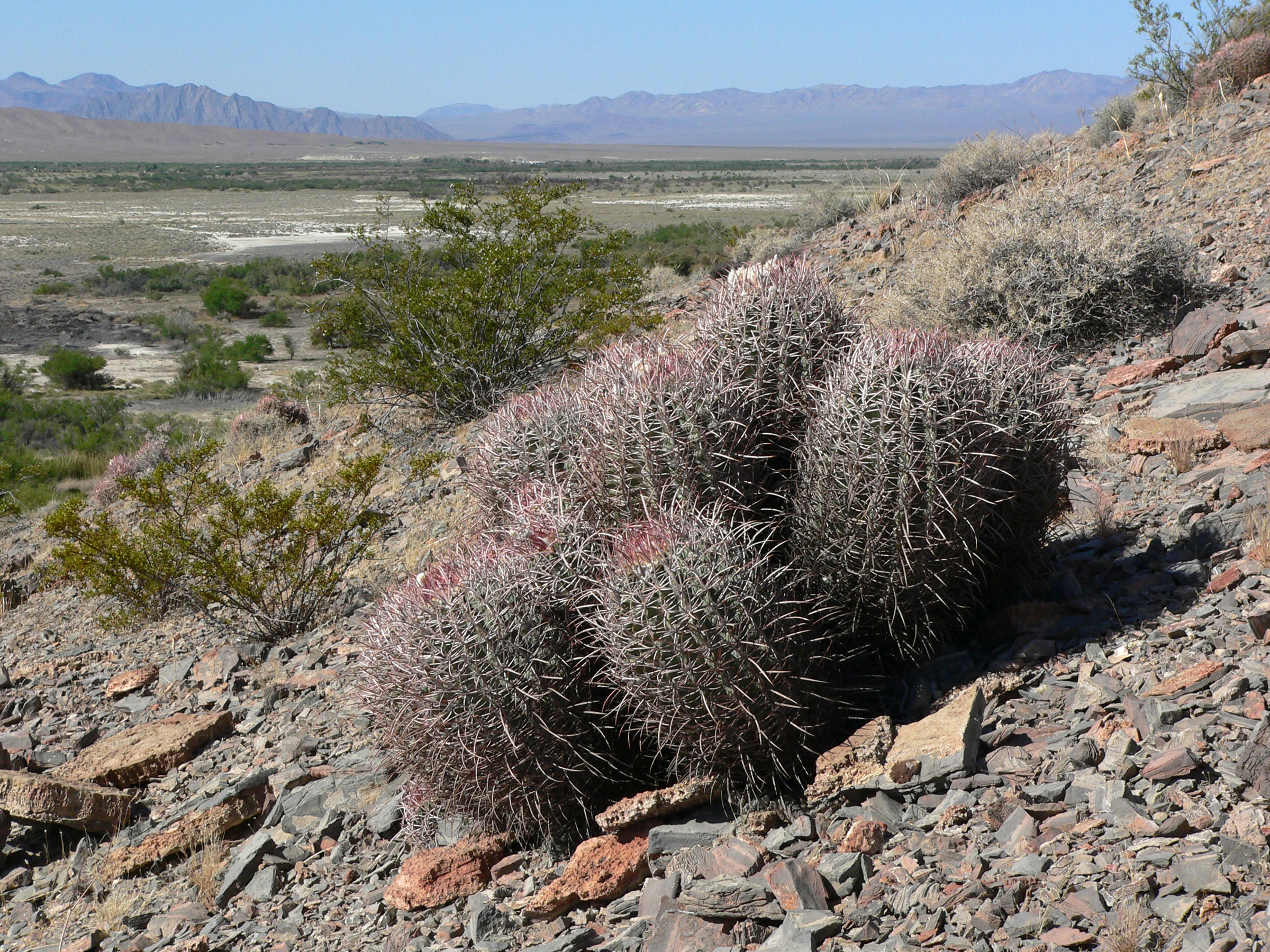
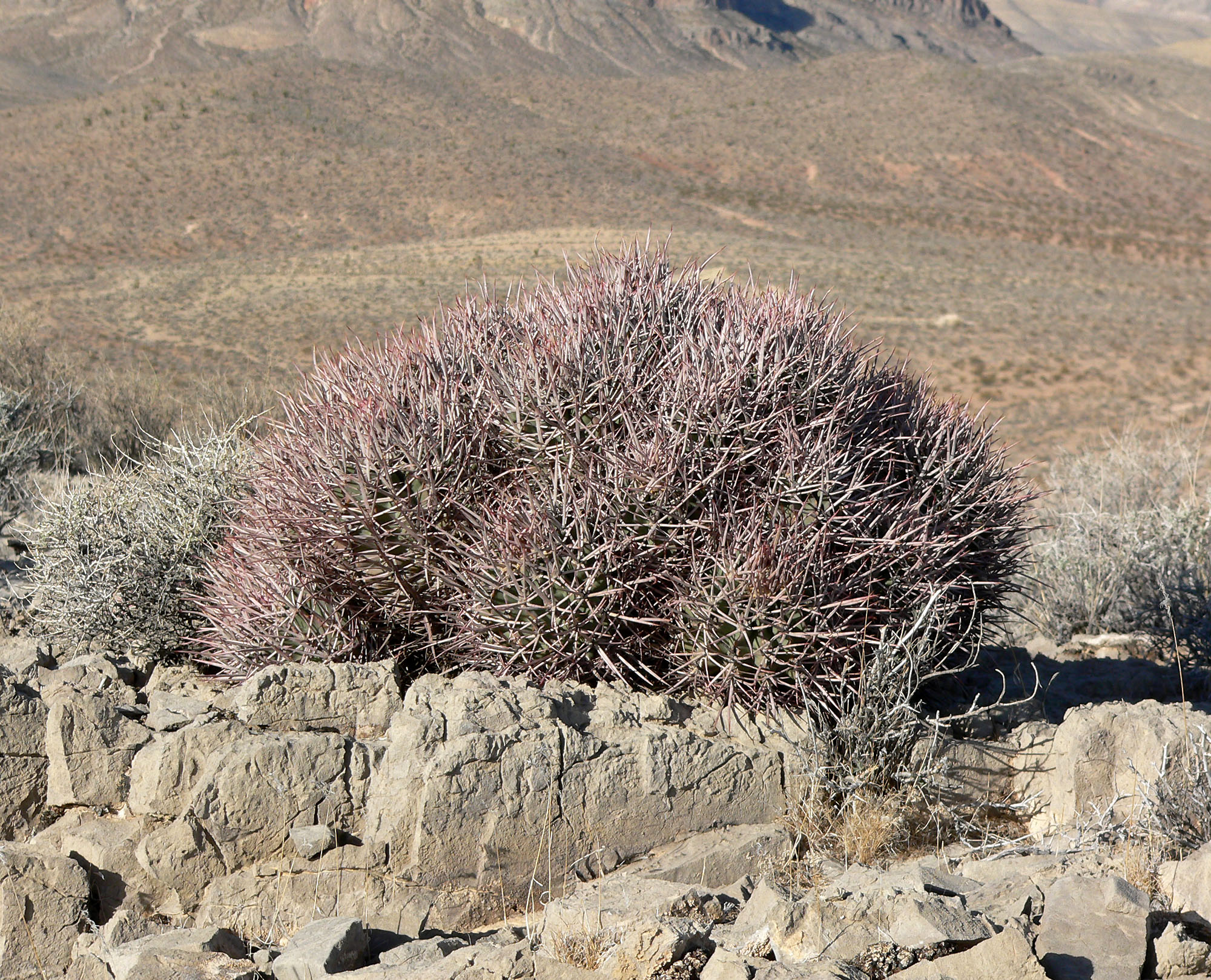
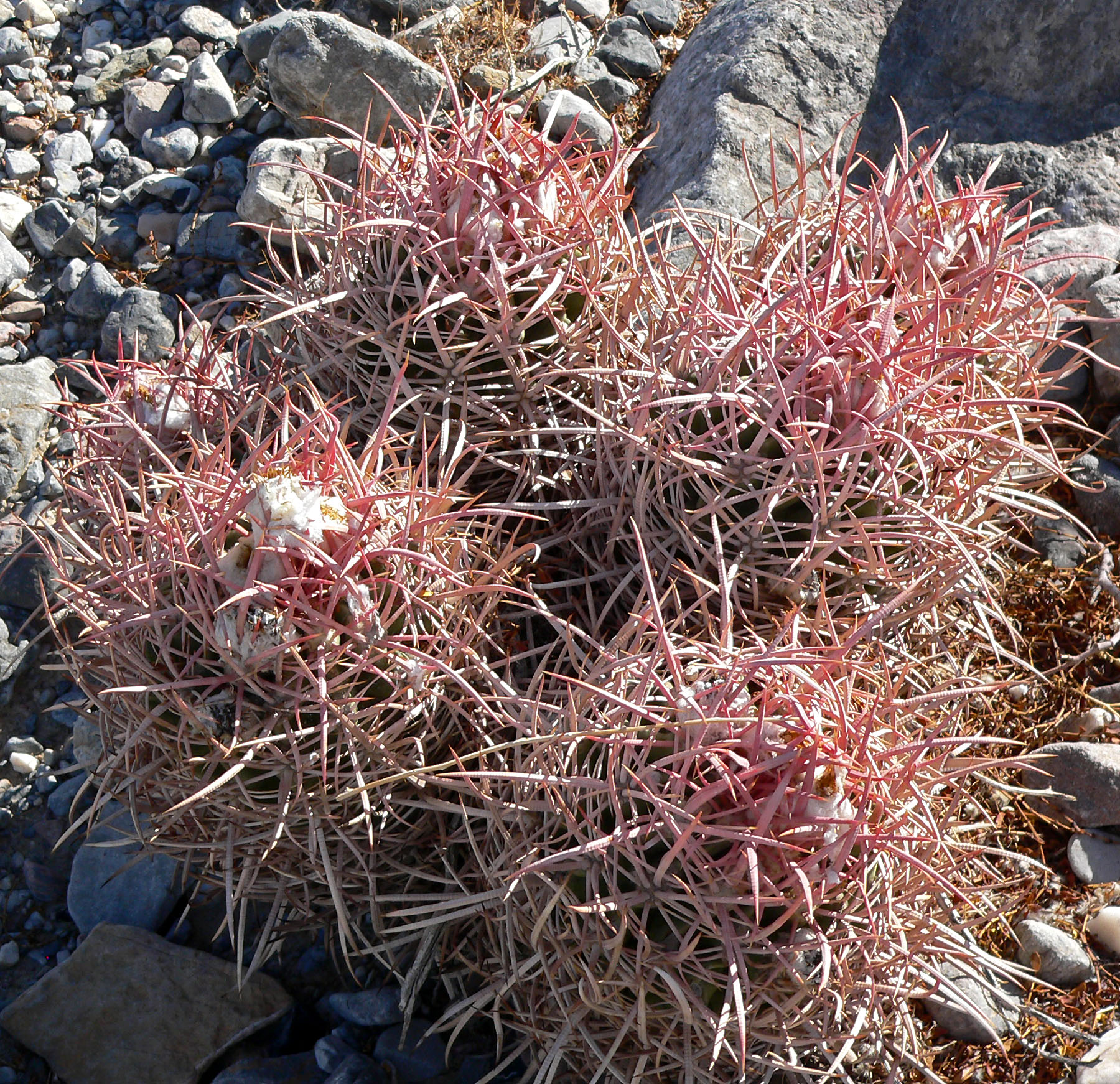